# Sa'd Zaghlul
Saʿd Zaghlūl (in arabo سعد زغلول‎?, altrimenti scritto Saad Zaghloul, Sa'ad Zaglul, Sa'd Zaghlul; Ibiyana, luglio 1858 – Il Cairo, 23 agosto 1927) è stato un politico egiziano.
Dopo aver diretto il partito Wafd, divenne Primo ministro il 26 gennaio 1924, restando in carica fino al 24 novembre 1924. Era fratello maggiore di Ahmad Fathi Zaghlul, avvocato e attivo patriota, al pari del fratello, per l'indipendenza dell'Egitto dal giogo britannico.

## Biografia
Nato nel villaggio di Ibiyana, nel Governatorato di Gharbiyya (allora Governatorato di Kafr Shaykh), nel Delta del Nilo, rimase orfano di madre a neppure cinque anni. Di estrazione contadina, Saʿd intraprende gli studi universitari ad al-Azhar nel 1873. Esercita la professione di funzionario, di avvocato e di magistrato, prima di essere nominato ministro della Pubblica Istruzione nel 1906, impegnandosi all'utilizzazione nelle scuole di ogni ordine e grado della lingua araba, per poi diventare ministro della Giustizia nel 1910.
Si sposò con Sāfiya Muṣṭafā Fahmī, nota poi con il nome di Sāfiya Zaghlūl, figlia del Primo ministro egiziano d'origine turca Muṣṭafā Fahmī Pascià e convinta militante femminista, che sarà soprannominata "Madre degli Egiziani" (Umm al-Miṣriyyīn ) per la sua intelligente opera in favore dell'avvilita condizione della donna e per essere sempre stata affettuosamente e lealmente a fianco del grande uomo politico nelle comuni battaglie per il progresso civile del popolo egiziano.

### Lotta contro l'occupazione
Divenne il leader dei nazionalisti egiziani che chiedevano l'indipendenza dell'Egitto già nel 1918.

I britannici tentarono di indebolire la causa nazionalista e patriottica egiziana incarcerano Saʿd Zaghlūl, ma questo arresto causò imponenti manifestazioni di violento dissenso e moti di piazza in tutto l'Egitto.

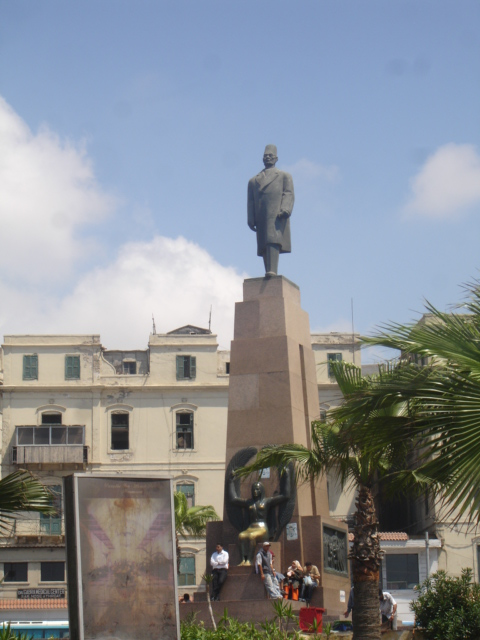
La statua di Saʿd Zaghlūl ad Alessandria

Il 9 marzo 1919, quella che numerosi egiziani definiscono come la prima rivoluzione scoppiò in Egitto. Le proteste si accesero al Cairo e si propagarono in tutto il Paese. Gli egiziani si ribellarono in modo ancor più determinato a causa dell'espulsione di Zaghlūl e di tre altri dirigenti del Wafd a Malta. Il bilancio di tre settimane di moti è di più di 800 egiziani uccisi. I britannici decisero allora di liberare Zaghlūl il 7 aprile.

L'11 aprile il Wafd partecipa alla conferenza di pace di Parigi per chiedere l'indipendenza dell'Egitto ma è amaramente disilluso dall'atteggiamento degli Stati Uniti, peraltro prodighi in precedenza di promesse e proposte liberali e democratiche, che alla prova dei fatti si mostrano al contrario convinti sostenitori dell'idea di mantenere il Protettorato britannico nel grande Paese arabo e africano.

Zaghlūl incontra di nuovo i britannici a Londra, ma i negoziati si risolvono in un fallimento. I moti popolari scoppieranno ancora una volta in Egitto, con più di un centinaio di nuovi caduti.

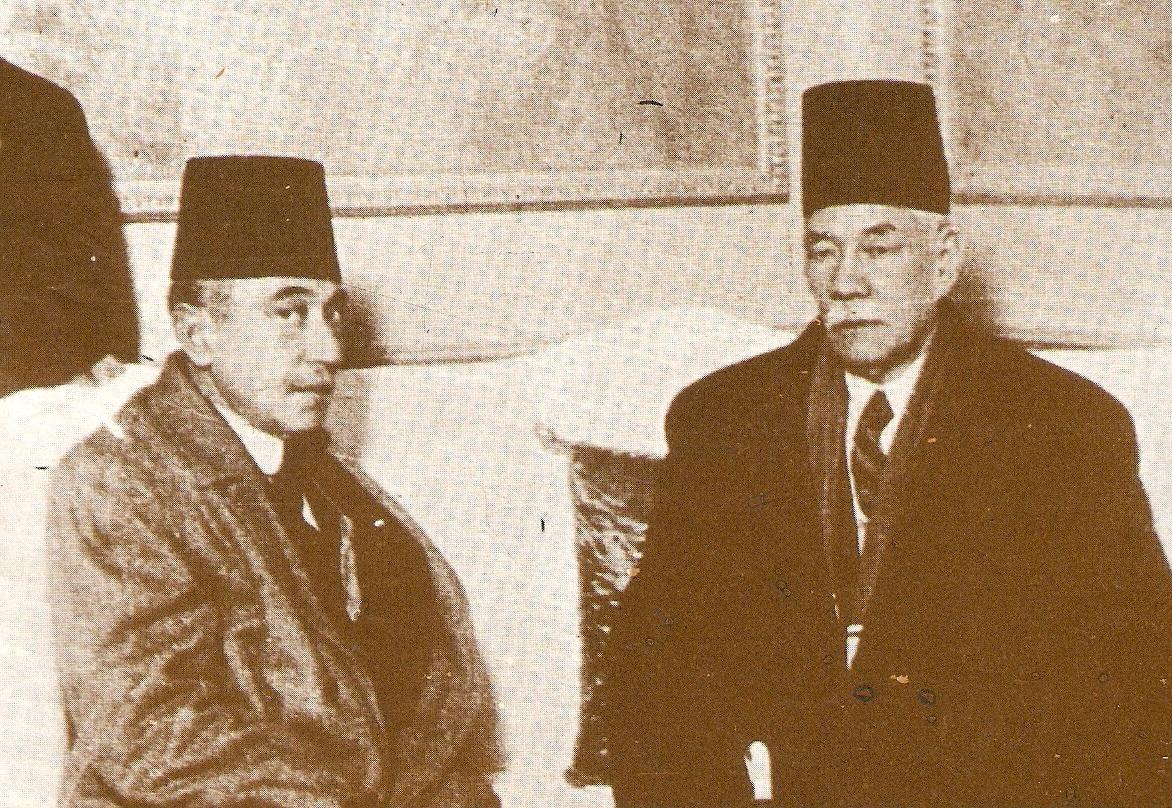
Sa'd Zaghlul con il poeta Ahmed Shawqi

Nel 1921 è di nuovo messo in prigione dalla potenza occupante, che lo fa deportare ad Aden, poi alle Seychelles.
Nel 1922, in seguito a un'intensa pressione popolare, i britannici accettano di porre fine al Protettorato, ma si trattò in realtà di una decisione puramente simbolica, dal momento che essi mantengono uno stretto controllo dei dicasteri degli Esteri e della Difesa.
Nel 1923 è di nuovo deportato, stavolta a Gibilterra ma è rapidamente liberato a causa delle forti pressioni popolari egiziane.

Zaghlūl prende parte alle elezioni del 1924 sotto il simbolo del partito Wafd e le vincerà con una schiacciante maggioranza. Diventa Primo ministro ma è costretto a presentare le proprie dimissioni in quello stesso anno, schiacciato com'è dalle forti pressioni del Re e dalle intollerabili mene della potenza coloniale britannica. Diventa Presidente del parlamento egiziano nel 1926, un anno prima della sua morte.
È stato membro della Massoneria.
Nessuno, con l'eccezione di Gamāl ʿAbd al-Nāsir, ha mai più goduto di una popolarità tanto grande e profonda come quella che accompagnò sempre Saʿd Zaghlūl.

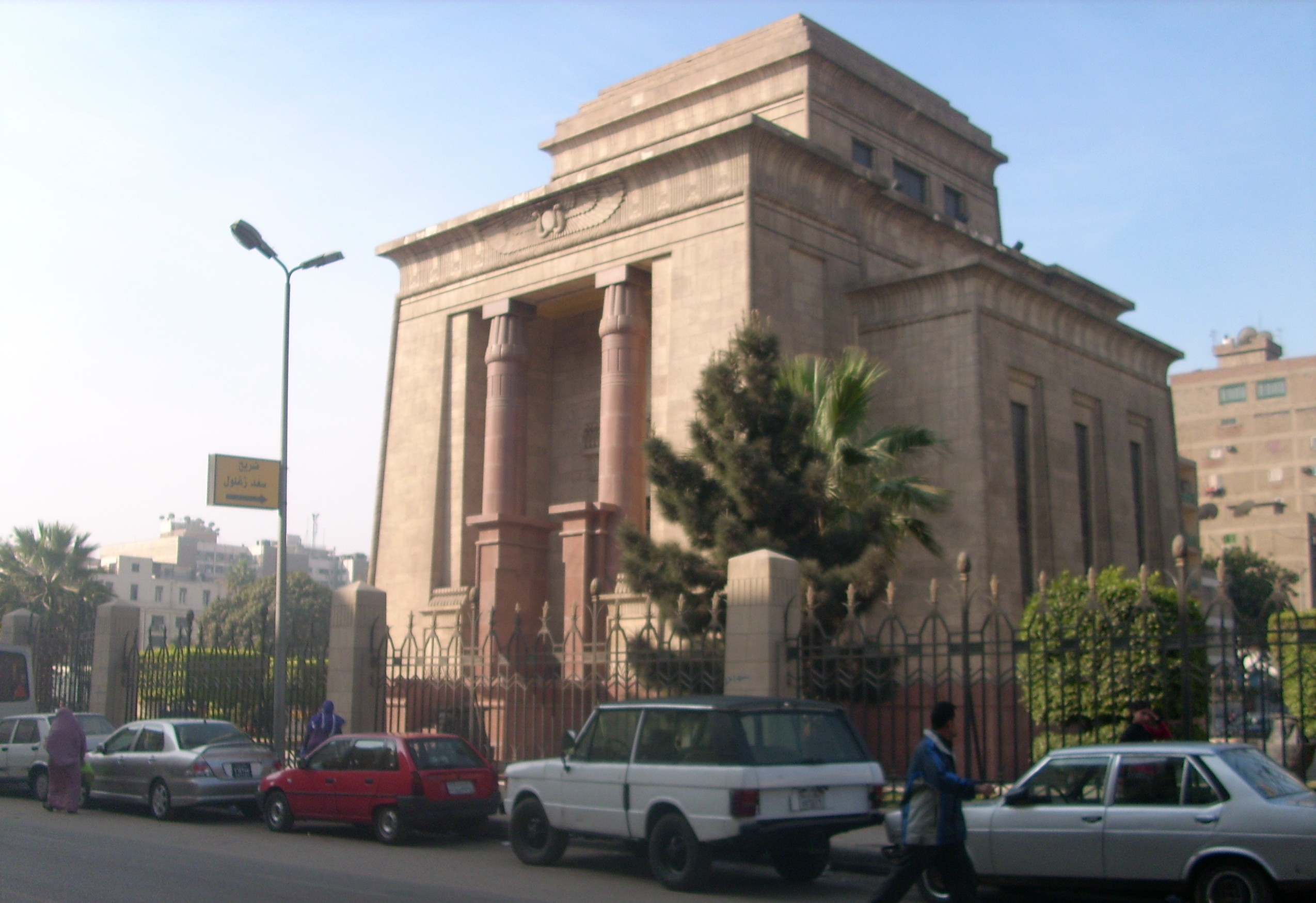
Bayt al-Umma, il Mausoleo di Saʿd Zaghlūl, Il Cairo.

Il suo mausoleo e la sua residenza, al centro del Cairo, sono ora un museo storico con il nome di Bayt al-Umma (in arabo: la casa della nazione). Una statua gli è stata eretta al Cairo, nella zona di al-Munīra, al di là del Ponte di Qaṣr el-Nīl, noto per i leoni fusi da Henri-Alfred Jacquemart, e un'altra ad Alessandria, mentre gli è stata dedicata una stazione (la prima fermata della linea principale Nasser-Helwan, della nuova metropolitana sotterranea della capitale egiziana).